# Гай Меннерінг (фільм, 1912)
«Гай Меннерінг» (англ. Guy Mannering) — американська короткометражна драма 1912 року.

## У ролях
- Гектор Діон — Гай Меннерінг
- Джулія Герлі — Мег Меррілс — королева циган
- Ірвінг Каммінгс — Гаррі Бертрам